# Inkanyamba
Inkanyamba é uma serpente lendária que viveria em uma área de lago com cascatas nas florestas do norte perto de Pietermaritzburg, mais comumente na base de Howick Falls, na África do Sul. As tribos Zulu da área acreditam que seja uma grande serpente com uma cabeça eqüina. Mais ativa nos meses de verão, acredita-se que a raiva do Inkanyamba provoca as tempestades sazonais.
Os criptozoologistas sugeriram que poderia ser uma forma de enguia, aumentada pelo mito local. 